# ناحیه باباجان غفورف
ناحیه باباجان غفورف (به تاجیکی: Ноҳияи Ғафуров) یکی از ناحیه‌های اداری ولایت سغد در تاجیکستان است و در شمال جمهوری تاجیکستان جای دارد. مرکز این ناحیه، جماعت باباجان غفورف است.
قرقیزستان با تاجیکستان اختلافات مرزی دارد که این مناقشه باعث چندین ماجرا از جمله درگیری‌های مسلحانه بین ساکنان دو طرف در مناطق لیلک و بادکند قرقیزستان با نواحی اسفره و باباجان غفورف تاجیکستان شده‌است. تنها در سال ۲۰۱۴ در مرز قرقیزستان با تاجیکستان ۳۰ درگیری رخ داد که زخمی‌های نیز دربر داشت. قرقیزستان در ابتدای سال ۲۰۱۴ در پی یک نزاع، مرزهایش با تاجیکستان را برای سه ماه بست و سفیرش را از دوشنبه فراخواند.

## تقسیمات
| جماعت‌های ناحیهٔ باباجان غفورف |        |
| جماعت                        | جمعیت  |
| چشمه‌سار                      | ۷٬۳۲۰  |
| یاوه                         | ۳۰٬۸۲۶ |
| پخته‌کار                      | ۹٬۷۰۹  |
| حیدر عثمانف                  | ۲۸٬۳۴۸ |
| غازیان                       | ۱۳٬۷۵۶ |
| اونجی                        | ۳۳٬۰۳۹ |
| اسماعیل                      | ۱۹٬۱۹۰ |
| اسفسار                       | ۳۰٬۶۰۰ |
| زرزمین                       | ۹٬۲۱۷  |
| آوچی کلچه                    | ۱۵٬۹۲۲ |
| خستی‌ورز                      | ۴۳٬۳۴۶ |
| باباجان غفورف                | ۱۴٬۸۱۸ |